# Прохоренко, Пётр Никифорович
Пётр Никифорович Прохоренко (25 апреля 1937, Климовский район, Западная область — 21 июня 2025, Пушкин, Санкт-Петербург) — российский учёный в области разведения, генетики и селекции молочного скота, заслуженный деятель науки Российской Федерации (1997), академик РАСХН (2001), академик РАН (2013).

## Биография
Родился 25 апреля 1937 года в с. Кирилловка Климовского района Брянской области. Окончил Ленинградский СХИ (1960), работал бригадиром МТФ совхоза «Победа» Новгородской области.
С 1963 года во ВНИИ генетики и разведения с.-х. животных: аспирант (1963—1966), старший научный сотрудник (1966—1971), зав. лабораторией (1971—1977), зам. директора по научной работе (1977—1992), директор, одновременно заведующий отделом разведения и селекции молочного скота (1993—2007), с 2007 г. — главный научный сотрудник.
Доктор сельскохозяйственных наук (1983), профессор (1986), академик РАСХН (2001), академик РАН (2013). Член Украинской академии аграрных наук (1993).
Руководил селекцией нового высокопродуктивного Ленинградского типа молочного скота.
Заслуженный деятель науки Российской Федерации (1996). Награждён орденом «Знак Почёта» (1987), медалью «За освоение целинных земель» (1957), золотой медалью имени М. Ф. Иванова.
Умер 21 июня 2025 года в возрасте 88 лет.

## Основные работы
Автор (соавтор) более 200 научных трудов, в том числе 6 монографий и 20 методических рекомендаций по новым методам разведения и селекции. Получил 8 авторских свидетельств и патентов на изобретения.
Книги:
- Голштино-фризская порода скота / соавт. Ж. Г. Логинов. — Л.: Агропромиздат. Ленингр. отд-ние, 1985. — 238 с.
- Межпородное скрещивание в молочном скотоводстве / соавт. Ж. Г. Логинов.— М.: Россельхозиздат, 1986. — 191 с.
- Методические рекомендации по оценке быков по качеству потомства при межпородном скрещивании / соавт.: Ж. Г. Логинов, Г. А. Подгорная; ВНИИ разведения и генетики с.-х. животных. — Л., 1990. — 24 с.
- Программа повышения генетического потенциала продуктивности скота черно-пестрой породы / ГНУ Всерос. НИИ генетики и разведения с.-х. животных. — СПб., 2004. — 88 с.
- Генофонд домашних животных России: учеб. пособие для студентов… / соавт. И. А. Паронян. — СПб.: Лань, 2008. — 351 с.
- Новые селекционные достижения в животноводстве для обеспечения импортозамещения генетических ресурсов и продовольствия: моногр. / соавт.: И. Ф. Горлов и др. — Волгоград, 2015. — 131 с.